# Синяков, Виктор Михайлович
Виктор Михайлович Синяков (род. 1956) — сталевар мартеновского цеха акционерного общества «Запорожский металлургический комбинат „Запорожсталь“», Герой Украины (2003).

## Биография
Родился 26 августа 1956 года в г. Запорожье. Русский.
Образование среднее.
Работает сталеваром в мартеновском цехе завода «Запорожсталь».

### Семья
- Отец — Михаил Григорьевич (1932—1992).
- Мать — Тамара Григорьевна (1932—1995).
- Жена — Валентина Матвеевна (род. 1959).
- Дети — дочь Наталья (род. 1979).

## Память
На доме, где проживает Герой Украины Синяков Виктор Михайлович, установлена мемориальная доска, на которой указано: «У цьому будинку проживає Герой України Синяков Віктор Михайлович, 2009».

## Награды и заслуги
- Герой Украины (с вручением ордена Державы, 12.11.2003 — за выдающиеся личные заслуги перед Украинским государством в развития металлургии, выпуска новых видов стали, многолетний самоотверженный труд).
- Заслуженный металлург Украины (1998).